# Sedum sexangulare
Orpin doux
Espèce
Classification phylogénétique
L'Orpin doux (Sedum sexangulare), Orpin de Bologne ou Orpin à six angles, est une espèce de plantes vivaces de la famille des Crassulacées.

## Dénomination
Sedum sexangulare : étymologie : à six angles, concernant la disposition des feuilles en six spirales ; cet orpin a été nommé par Linné en 1753 - protonyme.
Contrairement à l'Orpin âcre, il ne possède pas ce goût brûlant, ce que traduit son nom vernaculaire d'Orpin doux.

### Synonymes
- Sedum boloniense Loisel.
- Sedum mite Gilib.

## Description
Ses feuilles allongées, cylindriques sont longues de 3 à 9 mm, elles ne se chevauchent pas ; ses fleurs larges de 8 à 10 mm sont plus pâles que celles de l'orpin âcre.
La floraison est plus tardive que celle de l'orpin âcre : de juin à septembre selon la localisation.

## Distribution
Europe : depuis les rives de la mer Baltique, de la moitié nord de la France aux Carpates ; introduit au Canada et aux États-Unis.

## Utilisation
Cet orpin fait partie des sédums utilisés pour les toitures végétales.